# 陳陛
陳陛（？—1627年），字子素，河南归德府夏邑縣人。

## 生平
万历四十年（1612年）壬子科河南乡试第三名经魁，四十一年（1613年）联捷癸丑科進士，初授南京戶部主事，以迎養父母，轉南禮部祠祭司主事，調南吏部考功司主事，泰昌元年（1620年）十二月升考功司郎中，天啓二年升山西河东道按察司副使，改調平陽道副使，三年轉陕西按察司督糧道副使，六年官至山东天津粮储道右参政，不久因同官為魏忠賢建坊，憤而引疾歸鄉，很快病逝。長於詩古文詞，書法直逼古人，歿後一紙值數金；自著有《管言》、《庚申筆紀》、《妙氣齋遺稿》，多散軼，子陳希稷彙集十年，始付梓行世，崇禎十二年入祀鄉賢祠。

## 家族
曾祖陳相，乡宾。祖父陳以安，贈文林郎推官。嗣父陳世德，舉人。生父陳世恩，万历十七年己丑进士，工科给事中。兄陳陞，万历二十九年进士，户部员外郎。